# Анна фон Мансфелд-Айзлебен
Анна фон Мансфелд-Айзлебен (на немски: Anna von Mansfeld-Eisleben; * ок. 1560; † 6 юни 1621) е графиня от Мансфелд-Айзлебен и чрез женитба графиня на Лайнинген-Дагсбург-Харденбург.

## Произход
Тя е дъщеря на граф Йохан Георг I фон Мансфелд-Айзлебен (1515 – 1579) и съпругата му графиня Катарина фон Мансфелд-Хинтерорт (1520/1521 – 1582), дъщеря на граф Албрехт VII фон Мансфелд-Хинтерорт (1480 – 1560) и графиня Анна фон Хонщайн-Клетенберг (ок. 1490 – 1559).

## Фамилия
Анна фон Мансфелд-Айзлебен се омъжва на 15 декември 1560 г. в замък Мансфелд в Мансфелд за граф Йохан Филип I фон Лайнинген-Дагсбург-Харденбург (1539 – 1562), големият син на граф Емих X фон Лайнинген-Хартенбург (1498 – 1541) и графиня Катарина фон Насау-Саарбрюкен (1517 – 1553). От 1560 до 1725 г. замък Харденбург при Бад Дюркхайм е главната резиденция на фамилния клон. Те имат един син:
- Емих XII (* 4 ноември 1562; † 21 ноември 1607), граф на Лайнинген-Дагсбург-Харденбург, женен на 7 ноември 1585 г. в Хартенбург за принцеса Мария Елизабет фон Пфалц-Цвайбрюкен-Нойбург 1561 – 1629)